# فلسفه حسابرسی
فلسفه حسابرسی کتابی از یحیی حساس یگانه است که در سال ۱۳۸۴ منتشر و در مراسم کتاب سال جمهوری اسلامی ایران به‌عنوان کتاب برگزیده معرفی شد.